# 사로국 (마한)
사로국(駟盧國)은 고대 한반도에 존재했던 국가이며 오늘날 충청남도 홍성군에 위치해 있던 것으로 추정되는 마한의 한 국가이다. 통일신라 때 신량현(新良縣)으로 개칭하여 결성군(潔城郡:結城郡)의 영현(領縣)이 되었다. 고려 초에는 여양현(驪陽縣)으로 고쳐고, 현종 때 홍주(洪州:洪城)에 합하였다.